# 青背似鯔銀漢魚
青背似鯔銀漢魚（學名：Pseudomugil cyanodorsalis）為輻鰭魚綱銀漢魚目似鯔銀漢魚科的其中一種，分布於澳洲北領地、澳洲西部布魯姆和Wyndham周圍，沿岸、河口、紅樹林的溪流，屬於廣鹽性的物種，所以能適應海水、半鹹淡水、純淡水的流域，體長可達3.5公分，為熱帶淡水魚，棲息在泥底質溪流底中層水域，生活習性不明，可做為觀賞魚。